# Neue Residenz (Salzburg)

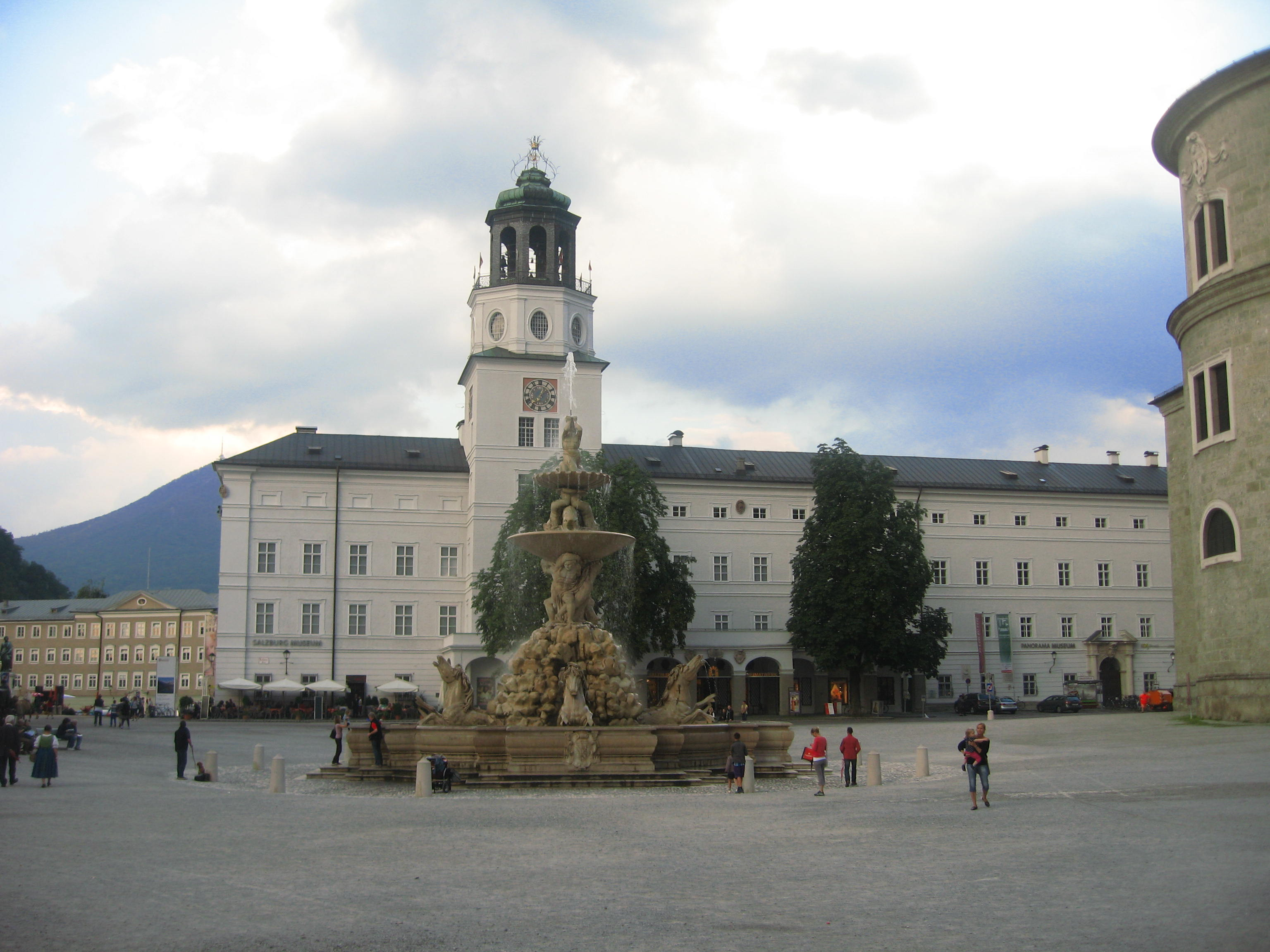
Neue Residenz

Neue Residenz (în traducere Reședința nouă) din Centrul istoric al orașului Salzburg, numit și Palazzo Nuovo, a fost construită de prințul arhiepiscop Wolf Dietrich von Raitenau la est de Catedrala arhiepiscopală. Spiritualul prinț, care era pe atunci cel mai bogat din întregul Sfânt Imperiu Roman de națiune germană, a început acest prim proiect de construcție în 1588, după demolarea clădirilor aflate în jurul domului.
Inițial, prima aripă a noii reședințe arhiepiscopale a fost folosită ca reședință a fraților prințului-arhiepiscop. Poate că această clădire era concepută ca o viitoare proprietate privată permanentă a prințului însuși. În anul 1600, regentul și-a mutat deja frații în clădire, în ciuda faptului că lucrările de construcție erau în curs de desfășurare. Deoarece după 1600 cei doi frați ai arhiepiscopului - probabil după o ceartă de familie precedentă - au părăsit orașul, clădirea și-a schimbat funcționalitatea preconizată. Imobilul a primit astfel o destinație publică, intenționându-se a fi folosit ca un loc de popas pentru prinți străini.
Astăzi, Neue Residenz este sediul Salzburg Museum și al Salzburger Heimatwerk, fiind cunoscut în special pentru Salzburger Glockenspiel, o instalație muzicală istorică.

## Turnul noii reședințe (din 1702 turn-clopotniță)

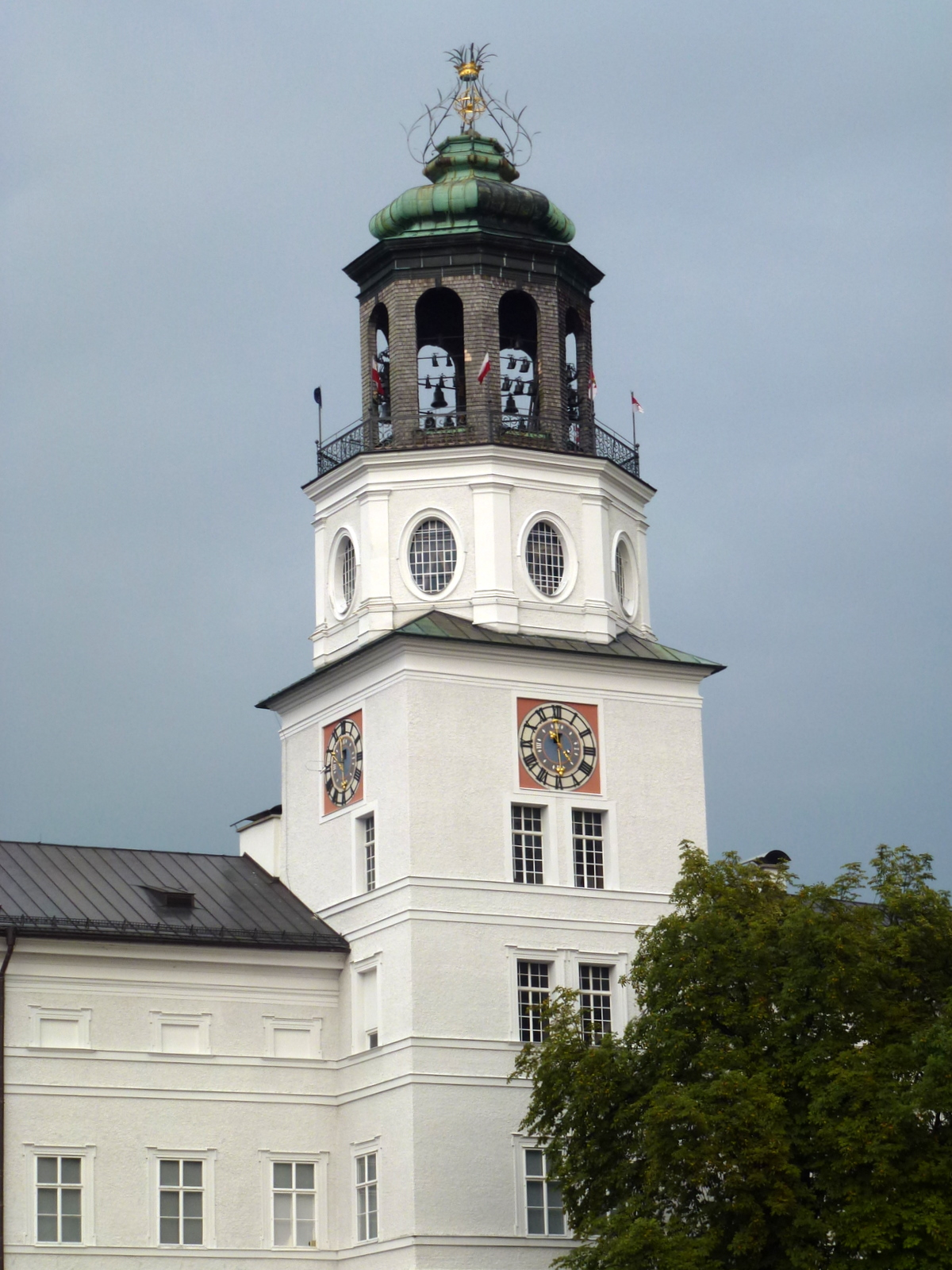
Turnul cu orologiul şi clopotele sale

Turnul noii reședințe a fost proiectat de Wolf Dietrich von Raitenau și a avut inițial cinci etaje. El a avut mai întâi un acoperiș piramidal, cu o cupolă mică în formă de tambur. Turnul a fost proiectat exact deasupra plănuitei intrări boltite în catedrală și în vechea reședință. Din cauza acestui pasaj, turnul nu a fost construit exact în mijlocul fațadei.
În anul 1701, arhiepiscopul Johann Ernst von Thun a dispus construirea unui etaj octogonal cu arcade rotunde pentru a fi folosit drept clopotniță, deasupra sa fiind înălțat un acoperiș în formă de cupolă. În 1702 au fost livrate apoi cele 35 de clopote fabricate în perioada 1688-1689 de meșterul Melchior des Haze din Antwerpen; ceasornicarul Jeremias Sauter le-a amplasat apoi în turn. 